# 셔키 그린
셰키 그린(Shecky Greene, 영어 발음: /ˈʃɛki/, 1926년 4월 8일 ~ 2023년 12월 31일)은 미국의 희극인이다.

## 출연

### 영화
- 세계사 (1981)
- 사랑의 코드 (1984, Lovelines)
- 스플래시 (1984) - 미스터 바이라이트 역
- The Last Producer (2000)
- When Jews Were Funny (2013) - 본인 (다큐멘터리)

### 텔레비전
- 전투 (1962-63)
- 더 폴 가이 (1982-83)
- 결혼 이야기 (1997)
- Great Performances (1997-2001) - 본인